# Henry Ford
Henry Ford (Springwells Township, Michigan, 1863. július 30. – Dearborn, Michigan, 1947. április 7.) amerikai üzletember, a Ford Motor Company alapítója, az autóipar, a futószalagos gyártósor és a modern tömeggyártás egyik úttörője. A nevét viselő, gépkocsikat gyártó céget máig leszármazottai vezetik.
Termékeny feltalálónak számított, nevéhez 161 amerikai szabadalom fűződik. A Ford Company tulajdonosaként a világ leggazdagabb és leghíresebb emberei között volt. A nevéhez fűződő fordizmus nemcsak az autógyártást, de az Egyesült Államok közlekedését és iparát is forradalmasította.
Híres mondata: „Vevőink minden színigényét ki tudjuk elégíteni, ha fekete kocsit rendelnek.”

## Élete

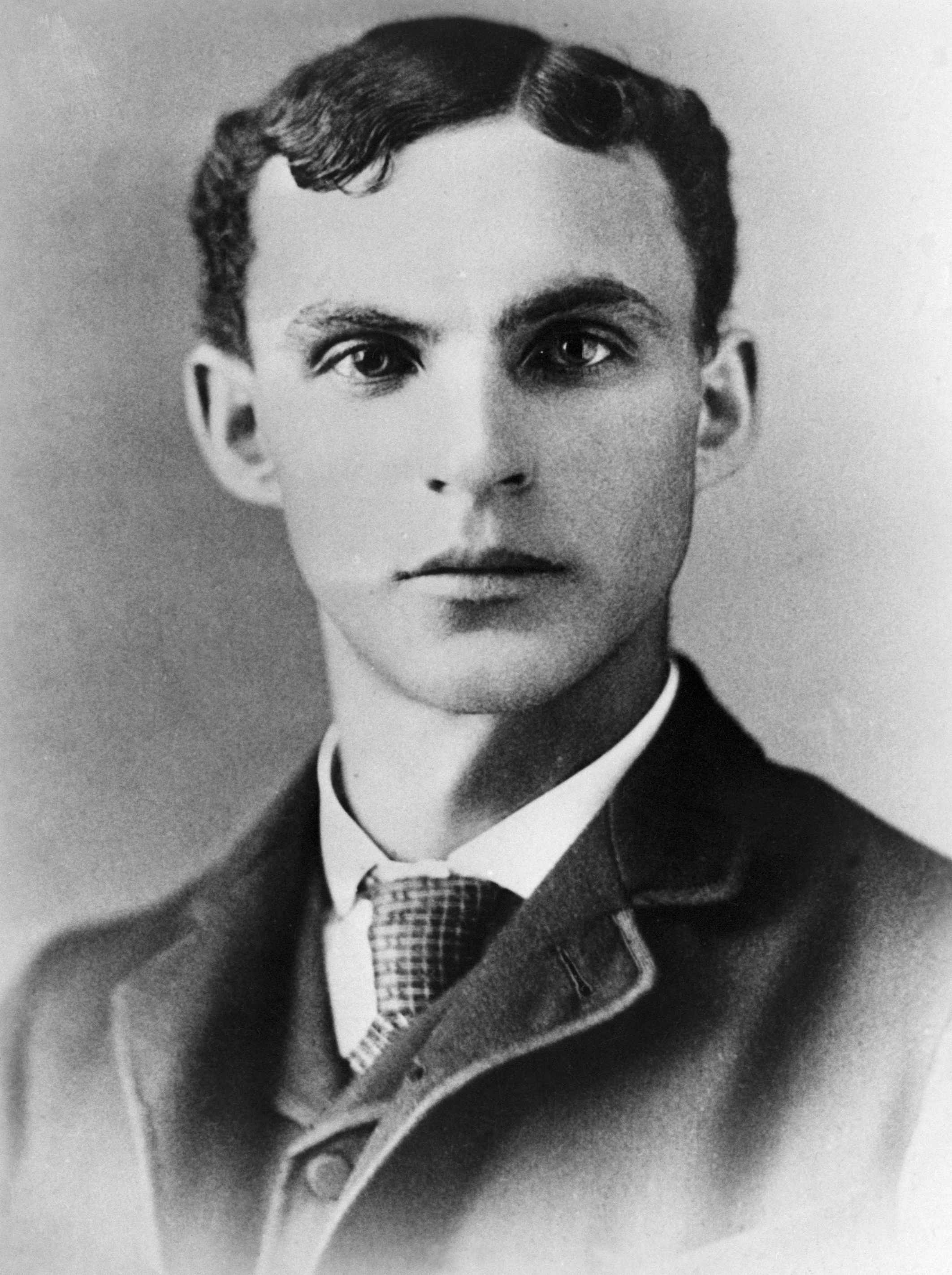
Henry Ford 1888-ban

Nagyapja és apja, John és William Ford az 1850-es években vándorolt be Írországból Amerikába és Michigan államban, a Detroit melletti Greenfield Village-ben telepedtek le, hogy farmjukon gazdálkodjanak. William és a belga származású Mary Litogot itt házasodtak össze 1861. április 25-én. Hat gyermekük született, közöttük Henry volt az elsőszülött. Az édesanya ezután korán, már 1876-ban elhunyt.
Henry Ford 1863. július 30-án, az amerikai polgárháború idején született dearborni farmjukon. Mechanikus tehetsége korán megmutatkozott, az apjától kapott zsebórát újra meg újra szétszedve és összerakva kiismerte működését annyira, hogy végül maga is készített egyet. 15 éves korában a környék lakói már hozzá hordták elromlott óráikat javításra. Ford 17 éves korára inas lett egy detroiti gépjavítóban, ugyanakkor saját gépjavító műhelye is volt, ahol aratómunkásoknak javította a hordozható mezőgazdasági gépeket.
Eddig azonban csak gőzgépekben gondolkodott. A fordulat számára 1885-ben, 22 éves korában, jött el, amikor elromlott a környék egyetlen gázmotorja és őt kérték meg, nézze meg, mit lehetne tenni vele. Ő, bár először látott ilyet, hamar átlátta a működését, és megjavította. Ekkor határozta el, hogy maga is épít egyet. Ráébredt arra, hogy a közönséget jobban érdekli a közúti jármű, mint a traktor, és tanulmányozni kezdte a benzinmotor elvét, hogy legyőzze a gőzgép súlyát. Első benzinmotorját 1887-ben szerkesztette, majd készített többet is.

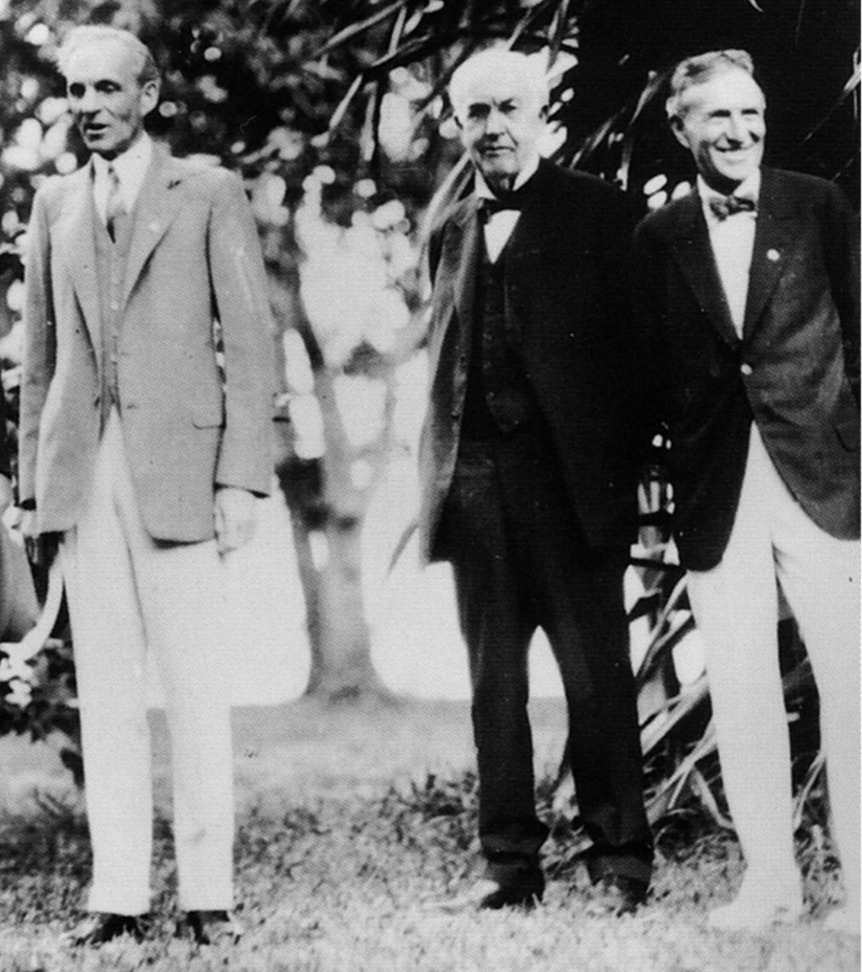
Ford, Edison és Firestone: nagy amerikai feltaláló-triász (1929-ben)

1891-ben sikerült elhelyezkednie a Detroit Edison Electric Companynál mérnökként, majd 1893-tól főmérnökként dolgozott. Ekkor már eleget keresett ahhoz, hogy saját fejlesztéseit finanszírozza. Első járművét a Quadricycle névre keresztelte, amelyet egy kéthengeres, négy lóerős, etanolhajtású motor működtetett. Nyilvános bemutatójára 1896. június 4-én került sor. A jármű 25 mérföldes sebességet ért el.
Ezután befektető után nézett, akit William H. Murphy fakereskedő személyében talált meg. 1899. augusztus 5-én közösen létrehozták a Detroit Automobile Companyt. Az első modellek megbízhatatlanok voltak, ezért Murphy 1901-ben kihátrált az üzletből. 1903-ban Alexander Y. Malcolmsonnal társult, akivel a Ford & Malcolmson Ltd.-et hozták létre. A Dodge testvérektől – John és Horace – rendeltek alkatrészeket, de amikor azok sürgették a fizetést, Ford rábeszélte őket, hogy társuljanak. Végül még 10 másik embert is bevonva 1903. június 7-én hozták létre a Ford Motor Companyt. Az első típus, az A-modell prototípusának elkészültéig mintegy 28 ezer dollárt fektettek be.
1920-ban napi 1000 darabot gyártott a világhírű Ford automobilból. 1924-ben a Ford Művek évi termelése elérte a toronymagas 2 millió autót, teherautót és traktort. Sikerének titka a tömegtermelés módszerében és a magas bérekben rejlett. Szerény eredeténél fogva mély érzéssel volt dolgozói iránt, és vázlatos alapelveket dolgozott ki a munkásokat illetően, amiket állandóan alkalmazott is. Az egyik ilyen az volt, hogy a lehető legmagasabb béreket fizette, és ebben igazi reformer volt. Egy másik az volt, hogy a jelentkezőket kérdés és referencia nélkül vette fel. Sok európai szocialistára nagy hatással volt Ford demonstrációja, mellyel idejétmúlttá nyilvánította a marxizmust, továbbá, hogy a kapitalizmus észszerűsíthető és moralizálható. 1918-ban Ford, aki támogatója volt Wilson elnöknek, sikertelenül indult egy szenátusi helyért folyó választáson, és később szó volt arról, hogy indulni fog az elnökválasztáson is. Ez riadalmat keltett a hivatásos politikusok között, de végül bejelentette, hogy visszalép Coolidge-dzsal szemben. Ford az első világháborúban nagy erőfeszítéseket tett arra, hogy béketárgyalásokat kezdeményezzen Európa hadban álló nemzetei között, ezért elhatározta, hogy békezarándok útra megy Európába, de erőfeszítései nem vezettek célra.
A gyáros komoly ellensége volt az amerikai szakszervezeti mozgalmaknak. 1937-ben kijelentette, hogy sohasem ismeri el az amerikai "Autóipari Munkások Szakszervezetét". Azonban az USA hadba lépését követően politikai könyveit bezúzatta és gyáraival kizárólag az amerikai hadsereg szükségleteinek kielégítését szolgálta.

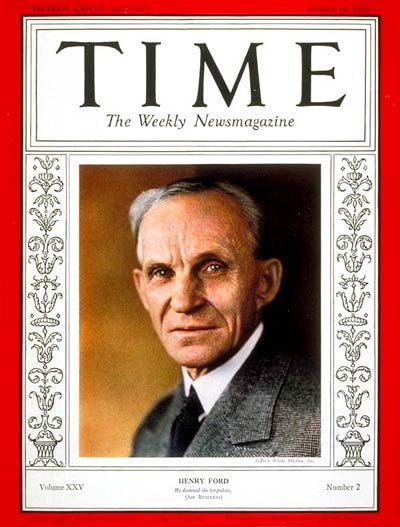
Time Magazin, 1935. január 14.

## Lapkiadás, könyvek

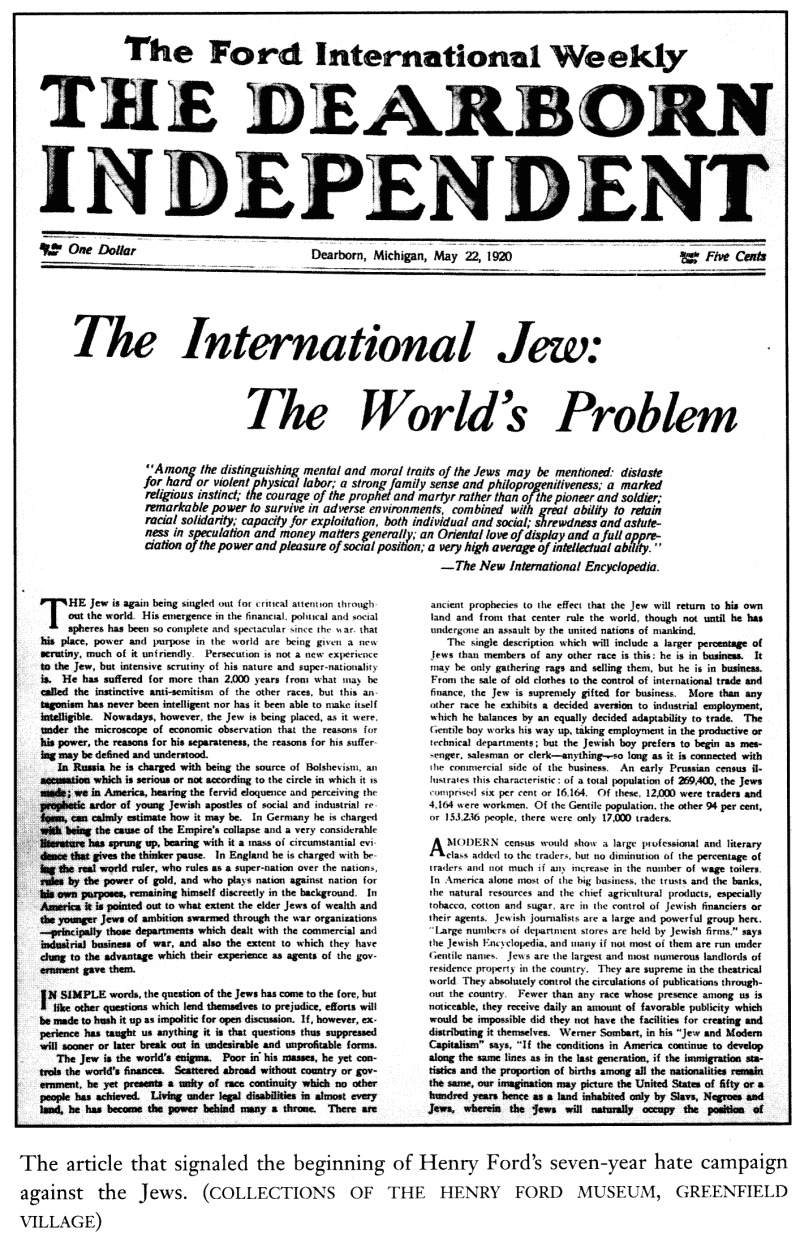
A Dearborn Independent címlapja, 1920

1918-ban egyik legközelebbi munkatársa megvette a Dearborn Independent című helyi lapot, amely antiszemita írásokat jelentetett meg. E lap révén került kiadásra a Cion bölcseinek jegyzőkönyvei című pamflet, valamint a Henry Ford által írt A nemzetközi zsidó – a világ legfőbb problémája című négy kötetes antiszemita írásgyűjtemény is. A Dearborn Independent 1927-ig működött, akkor Ford a közfelháborodás miatt bocsánatot kért és megszüntette a lap megjelenését.
1938 júliusában, a háború kitörése előtt megkapta a Német Sas-rend nagykeresztjét.

## Családja
1886 decemberében a greenfieldi újévi mulatságon ismerkedett meg feleségével Clara Jane Bryanttel. Három évig udvarolt neki, mire sikerült jövendő anyósát is annyira megpuhítania, hogy már ne tartsa korainak a házasságot, amit 1888. április 11-én megkötöttek. 1893-ban született egyetlen gyermekük, Edsel Ford. 

## Magyarul megjelent művei
- Életem és működésem; átdolg., bev. Balla Mihály; Légrády, Bp., 1926
- A nemzetközi zsidó, 1-2 köt.; ford. Kiss P. Zoltán; Stádium, Bp., 1926
- Ma és holnap; közrem. Samuel Crowther, ford. ifj. kendi Finály István; Légrády, Bp., 1928
- A nemzetközi zsidó; bev. Bosnyák Zoltán; Stádium, Bp., 1943
- A nemzetközi zsidó. A világ legfőbb problémája; ford. Kiss P. Zoltán; Új Kékszalag, Békéscsaba, 2000
- A nemzetközi zsidó. A világ legfőbb problémája, 1-2.; közrem. Dearborn Independent szerkesztői, bev. Gerald L. K. Smith, ford. Molnár Ferenc; Gede, Bp., 2011
  - 1-2. A nemzetközi zsidó / A zsidók tevékenysége az Egyesült Államokban
  - 3-4. Zsidó hatás az amerikai életben / Az amerikai zsidóhatalom jellemvonásai